# Гвоздик Володимир Богданович
Володимир Богданович Гвоздик (26 червня 1981, м. Тернопіль — 25 грудня 2022, Донецька область) — український військовослужбовець, солдат 24 ОМБр Збройних сил України, учасник російсько-української війни. Почесний громадянин міста Тернополя (2023, посмертно).

## Життєпис
Володимир Гвоздик народився 26 червня 1981 року в місті Тернопіль.
Після початку повномасштабного російського вторгнення в Україну, повернувся з закордону та вступив до лав Збройних сил України.
Гранатометник 24-ї окремої механізованої бригади. Загинув 25 грудня 2022 року під час бойового завдання на Донеччині. Похований 30 грудня 2022 року на Алеї Героїв Микулинецького кладовища м. Тернопіль.

## Нагороди
- Орден «За мужність» ІІІ ступеня (12 січня 2024, посмертно) — за оособисту мужність, виявлену у захисті державного суверенітету та територіальної цілісності України, самовіддане виконання військового обов'язку[1]
- Почесний громадянин міста Тернополя (27 січня 2023, посмертно)[2].